# Occidryas melanodisca
Occidryas melanodisca är en fjärilsart som beskrevs av Comstock 1918. Occidryas melanodisca ingår i släktet Occidryas och familjen praktfjärilar. Inga underarter finns listade i Catalogue of Life.